# Сан-Ільдефонсо (Філіппіни)
Сан-Ільдефонсо, офіційна назва — муніципалітет Сан-Ільдефонсо (тагальська: Bayan ng San Ildefonso) — муніципалітет 1-го класу в провінції Булакан, Філіппіни. За даними перепису 2020 року, населення становить 115 713 осіб.
Завдяки постійному розширенню Столичного регіону муніципалітет тепер є частиною забудованої території Маніли, що робить Сан-Ільдефонсо її північною частиною.
Сан-Ільдефонсо знаходиться за 43 кілометри (27 миль) від Малолоса та за 66 кілометрів (41 милю) від Маніли. 

## Історія
Перші жителі назвали це місто Булаком через рясні дерева капок (у народній мові «булак»), які росли на пагорбі, де зараз місто.
Тоді Булак був районом Сан-Рафаель. Там було лише близько 3000 жителів. Першими мешканцями були люди з сусідніх міст і провінцій, які вважали за краще оселятися в цьому місці через хороші сільськогосподарські перспективи.
Коли прийшли іспанці, назву Булак було змінено на Асьєнда Сан-Хуан-де-Діос, оскільки монахи заволоділи 15 500 гектарами пасовищ і сільськогосподарських угідь. Людям сказали платити данину. Доходи від оренди були використані для фінансування роботи лікарні Сан-Хуан-де-Діос у Манілі. Іспанські монахи, незважаючи на вороже ставлення до філіппінців, захоплювалися красою природних пейзажів. 
У міру зростання населення каплиця була побудована під парафіяльною юрисдикцією Сан-Рафаель. У 1809 році отець Хуан дела Роса був названий першим філіппінським священиком міста. Він обіймав посаду до 1811 року. Він відповідав за зміну імені Булак на Сан-Ільдефонсо на честь Альфонса XII, тодішнього короля Іспанії, і Сан-Ільдефонсо, його покровителя. До того часу, коли йому дали цю назву, був створений трибунал, який остаточно зробив його містом у 1877 році. Між 1905 і 1906 роками Сан-Ільдефонсо було об’єднано з Сан-Мігелем через його низький дохід і нездатність фінансувати свої витрати на роботу місцевого уряду.

## Географія
Барангаї
Сан-Ільдефонсо політично поділяється на 36 барангаїв (6 міських, 30 сільських).

## Галерея

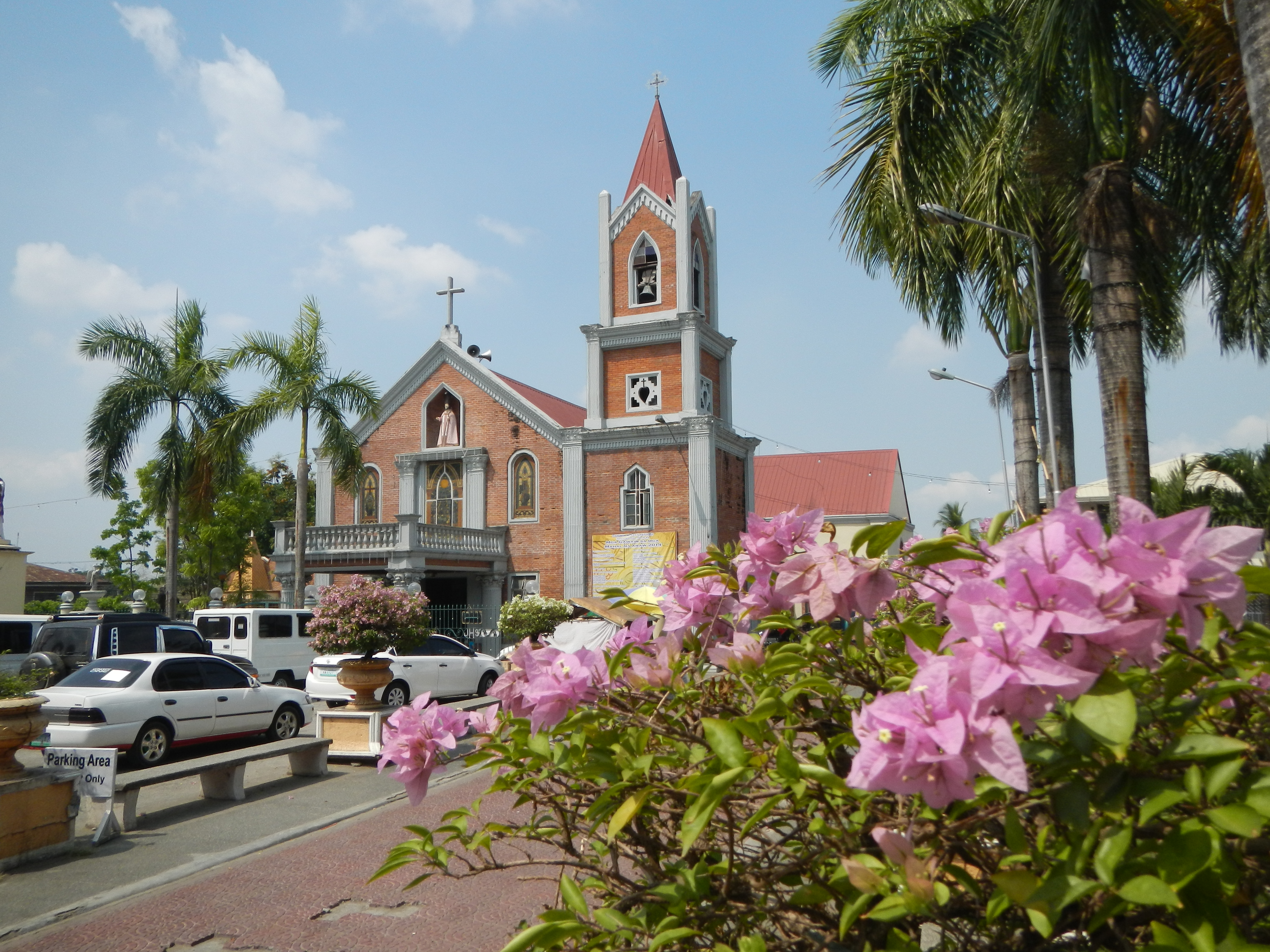
Церква святого Ільдефонса Толедського

1. ↑  http://nap.psa.gov.ph/activestats/psgc/province.asp?provCode=031400000